# Ботяновский, Тарас Григорьевич
Тарас Григорьевич Ботяновский (25 марта 1918, Киев — 3 мая 2004, Волгодонск, Ростовская область) ― советский и российский архитектор, почётный гражданин города Волгодонска (2000). Участник Великой Отечественной войны. Член Союза архитекторов СССР.

## Биография
Родился 25 марта 1918 года в Киеве, в семье дворянина Григория Петровича Ботяновского, который служил в должности начальника связи на железной дороге. Мать прошла обучение в Киевской консерватории и приходилась дальней родственницей Петра Чайковского.
После смерти отца семья переехала в Свердловск, где Тарас Григорьевич завершил обучение в школе. Затем он с отличием завершил обучение в Свердловском архитектурном техникуе и в феврале 1941 года поступил на архитектурный факультет Киевского художественного института. В начале Великой Отечественной войны не был призван в армию по причине слабого зрения и вместе с институтом был эвакуирован в Саратов, где учебное заведение было распущено и Ботяновский уехал в Ташкент учиться в Московском архитектурном институте. С третьего курса был призван в ряды Красной Армии, оказался на фронте. Участвовал в освобождении Венгрии, Чехословакии и Австрии. В боях за Вену получил ранение и был уволен из рядов Советской армии. Возвратился в Саратов, где трудоустроился на завод № 614, главным архитектором. С 1948 по 1959 годы работал в Саратове. По его проектам в городе на Волге было возведено 35 зданий, среди которых театр оперы и балета, цирк, издательство «Слово», жилые дома. В дальнейшем Тарас Григорьевич жил и работал в городе Балаково, став здесь главным архитектором города и института.
В 1974 году Ботяновский по приглашению начальника большой стройки Атоммаш" Юрия Даниловича Чечина приехал в Волгодонск. Одновременно работал с несколькими проектами на разных объектах: универсам в квартале В-2, застройка юго-западного микрорайона, группа 5-14 этажных домов, завод по ремонту радиоаппаратуры и трансагенство и другие объекты. Активно участвовал в реконструкции парка Победы, где ему удалось достичь изысканного ландшафтно-архитектурного своеобразия.
В октябре 1992 года Ботяновский одним из первых в городе получил личную лицензию, которая дала ему право на самостоятельную творческую деятельность на территории Ростовской области.
Решением Волгодонской городской Думы в 2000 году Тарасу Григорьевичу Ботяновскому было присвоено звание «Почетный гражданин города Волгодонска».
Умер 3 мая 2004 года.

## Проекты

### Саратов
- кинотеатры «Маяк», «Родина», (1949);
- жилой дом КВПШ и СВУ по улице Большая Казачья, 100, (1949);
- административно-жилое здание треста «Саратовгаз» по проспекту Кирова, 23, (1951);
- надстройка жилого дома «Горжилуправления» по проспекту Кирова, 19. (1952);
- здание Вольского технологического техникума, (1951);
- комплексный проект реконструкции застройки проспекта Кирова, (1952);
- административное здание института «Востокгипрогаз» по улице Сакко и Ванцетти, 4 (1953);
- комплексный проект зданий института механизации сельского хозяйства.

### Волгоград
- конкурсный проект застройки Предмостной площади (совместно с архит. Ф. Мовсесяном), (1960);
- 12-ти этажные жилые дома по Историческому шоссе;
- жилой дом на углу улицы Коммунистической и Гагарина (ночной магазин);
- индивидуальный 12-этажный жилой дом на проспекте им. В. И. Ленина (соавт.).

### Волгодонск
- парк и площадь Победы;
- спорткомплекс «Строитель»;
- арка Победы;
- гостиница «Волгодонск»;
- высотка на Морской;
- дом МЖК на улице Строителей, 2.

## Комментарии
1. ↑  В автобиографии Архивная копия от 29 марта 2023 на Wayback Machine он указал, что родился 8 января 1878 года; в 1895 году был выпущен из Гатчинского сиротского института; в 1901 году со званием инженер-электрика 1-го разряда окончил Электротехнический институт Александра III; работал первоначально на Рязанско-Уральской железной дороге.